# Világosi fegyverletétel

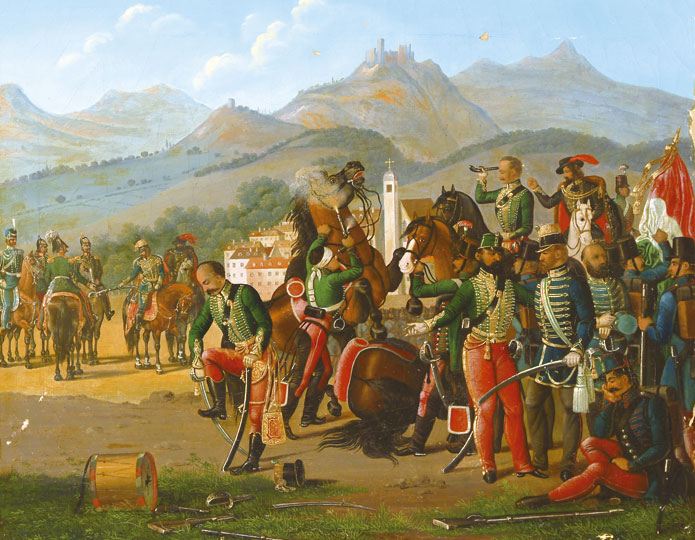
Világosi fegyverletétel (magyar festő, 19. század közepe)

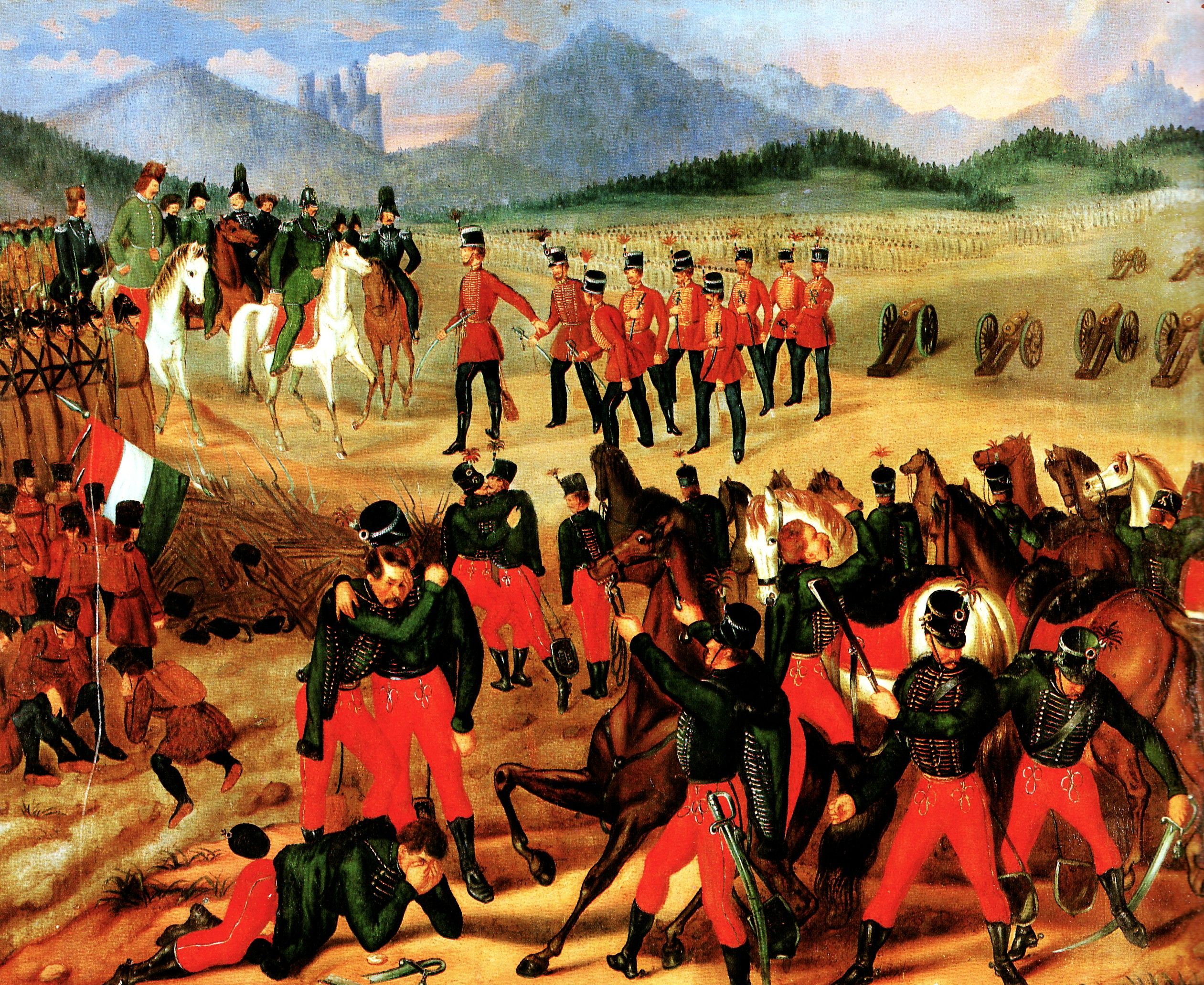
Szkicsák-Klinovszky István: A világosi fegyverletétel

A világosi fegyverletétel az 1848–49-es forradalom és szabadságharc végét jelentette, amely után az osztrákok részéről véres megtorlás következett Haynau osztrák hadvezér rémuralma alatt.
A teljesen összeépült és azelőtt gyönyörű szőlőktől környezett két község, Magyarvilágos és Románvilágos felett emelkedik a világosi vár omladozó falaival, ahol (a szöllősi mezőn) 1849. augusztus 13-án tette le a fegyvert Görgei Artúr magyar honvédhadserege I. Miklós orosz cár inváziós hadserege előtt.

## Előzményei
Az orosz intervenciót követően már csak az idő kérdése volt a szabadságharc vége. Az utolsó fontos momentum a temesvári csata volt, amely után már csak két lehetőség maradt a magyar honvédek előtt: a teljes fizikai megsemmisülés vagy a kényszerű megadás.

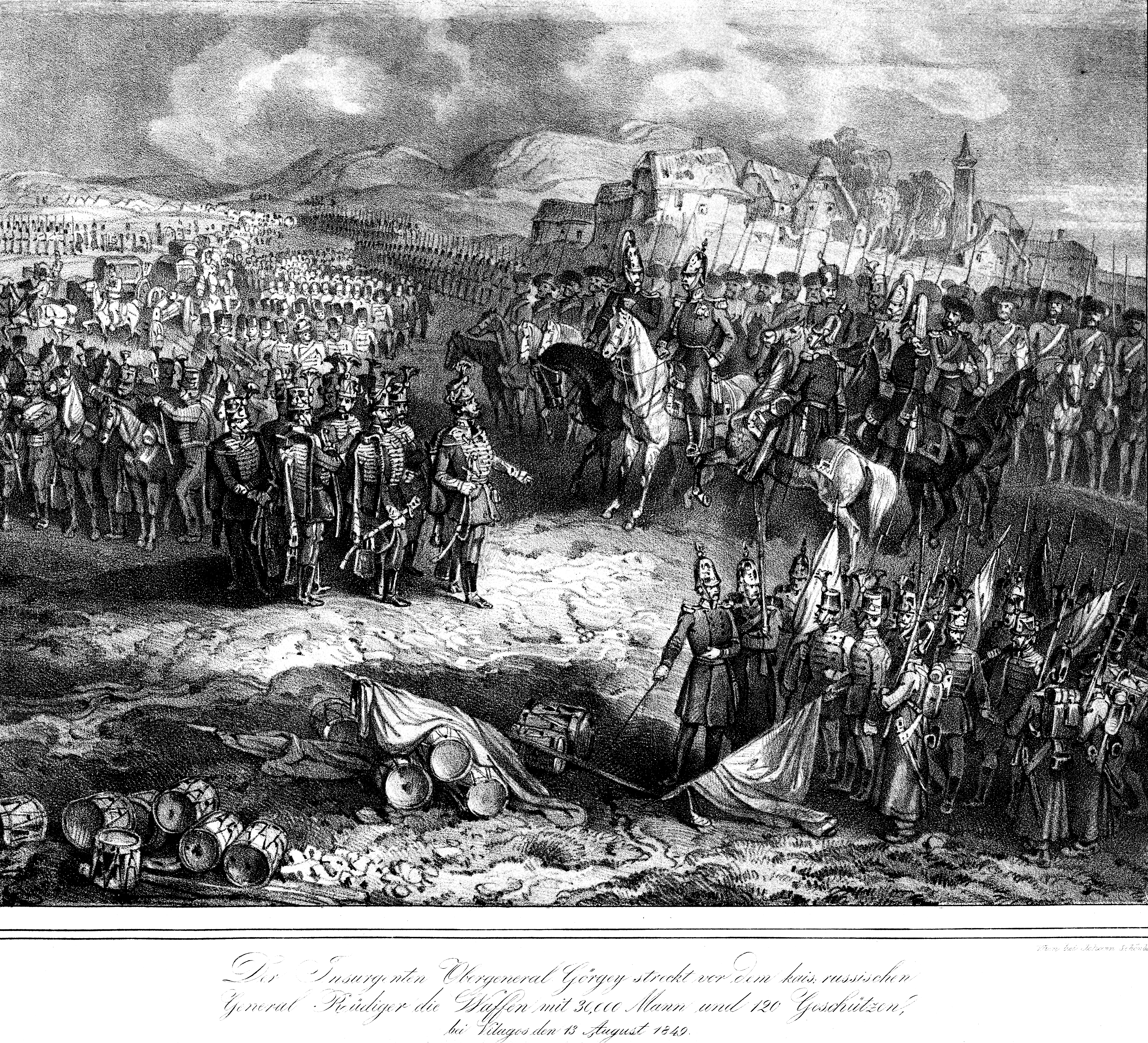
Görgei leteszi a fegyvert Rüdiger előtt a Világos melletti szöllősi síkon

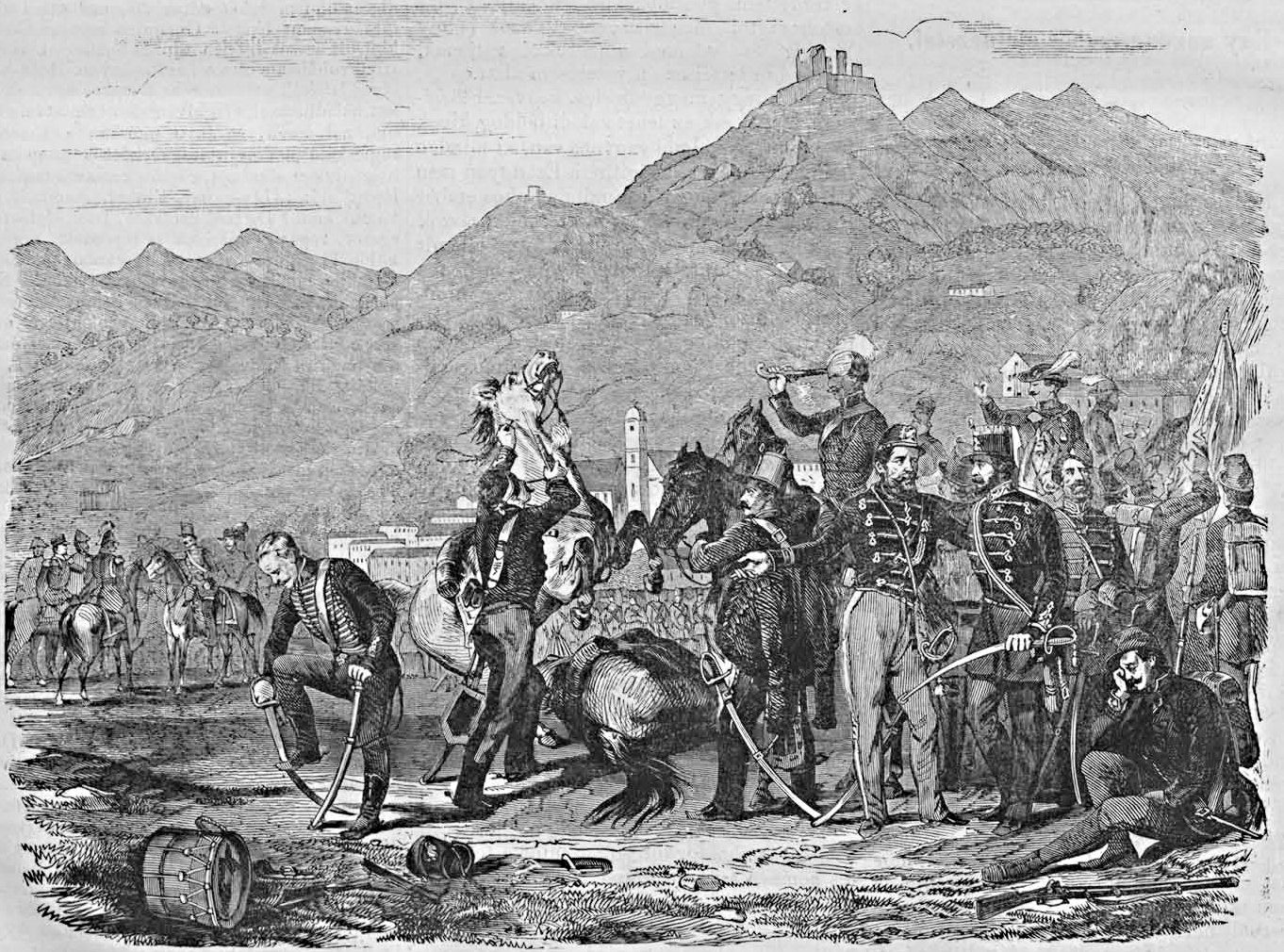
Világosi fegyverletétel (Vasárnapi Ujság, 1869. augusztus 15.)

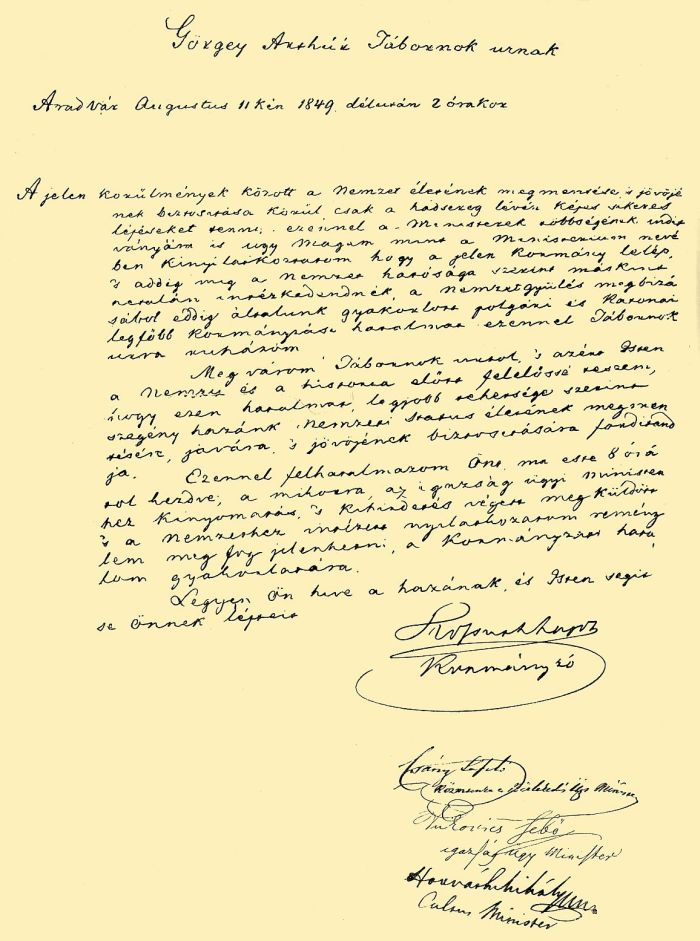
Kossuth Lajos lemondólevele a kormányzóságról Görgei Artúrnak

Görgei már július 21-én fegyverszüneti ajánlatot kapott Hruljov (németesen: Chruloff) tábornoktól, amit Kotljarovszkij (németesen: Katlaroff) huszárkapitány és gróf Rüdiger tüzér hadnagy adott át neki, amikor Rimaszombatnál táborozott. Az ajánlat a tiszteknek és a legénységnek teljes szabadságot biztosított. Görgei válaszát gróf Batthyány László főhadnagy és báró Mednyánszky Ede százados vitte meg Hruljovnak, amelyben tudatta, hogy egyezség esetén nemcsak a hadsereget, hanem a lakosságot is biztosítani kívánja. Július 24-én Alsózsolcán, özvegy Bory Miklósné Hellenbach Karolina bárónő útján Rüdigertől is udvarias hangú felszólítást kapott a fegyverletételre. Ezt az ajánlatot is elutasította a magyar politikai álláspontra hivatkozva, egyúttal tárgyalást javasolt a magyar kormány és az orosz cári udvar között, az orosz hadsereg közvetítésével.
Mivel az orosz–magyar hadikövet-váltás incidens nélkül, kölcsönös ajándékozással, a diplomáciai szokások betartásával zajlott le, a magyar kormány, elsősorban pedig Kossuth Lajos komolyan reménykedni kezdett egy orosz–magyar különbékében. Július 30-án Szemere Bertalan és gróf Batthyány Kázmér vezetésével szabadságharcunk jogosságát kifejtő államiratot fogalmaztak meg és küldték el augusztus 5-én Görgeitől, Miloradovics orosz hadnaggyal az orosz táborba. 
Augusztus 6-án indult el Poeltenberg Ernő vezérőrnagy és Beniczky Lajos alezredes a második magyar államirattal, melyben a kormány megüzente, hogy a magyar nemzet az események akkori állása szerint szívesen látná, ha Szent István koronáját valamelyik orosz nagyherceg viselné. (A harmadik, a koronát legnyíltabban felajánló államiratot augusztus 10-én fogalmazta meg Kossuth, de már nem tudták elküldeni.) Paszkevics, az orosz fővezér azonban nem fogadta a követeket. Az ő nevében tábornoka, Rüdiger rövid levélben azt válaszolta Görgeinek, hogy hadserege csak katonai kérdésekről tárgyal és csak a hadsereggel, politikai kérdésekkel a magyar félnek az osztrákokhoz kell fordulnia. Az elutasító üzenettel augusztus 10-én, a temesvári csata utáni napon érkezett meg Poeltenberg az Aradon tartózkodó Görgeihez, akit így a kormány már hiába hatalmazott fel az oroszokkal való béketárgyalásra.

## A fegyverletétel

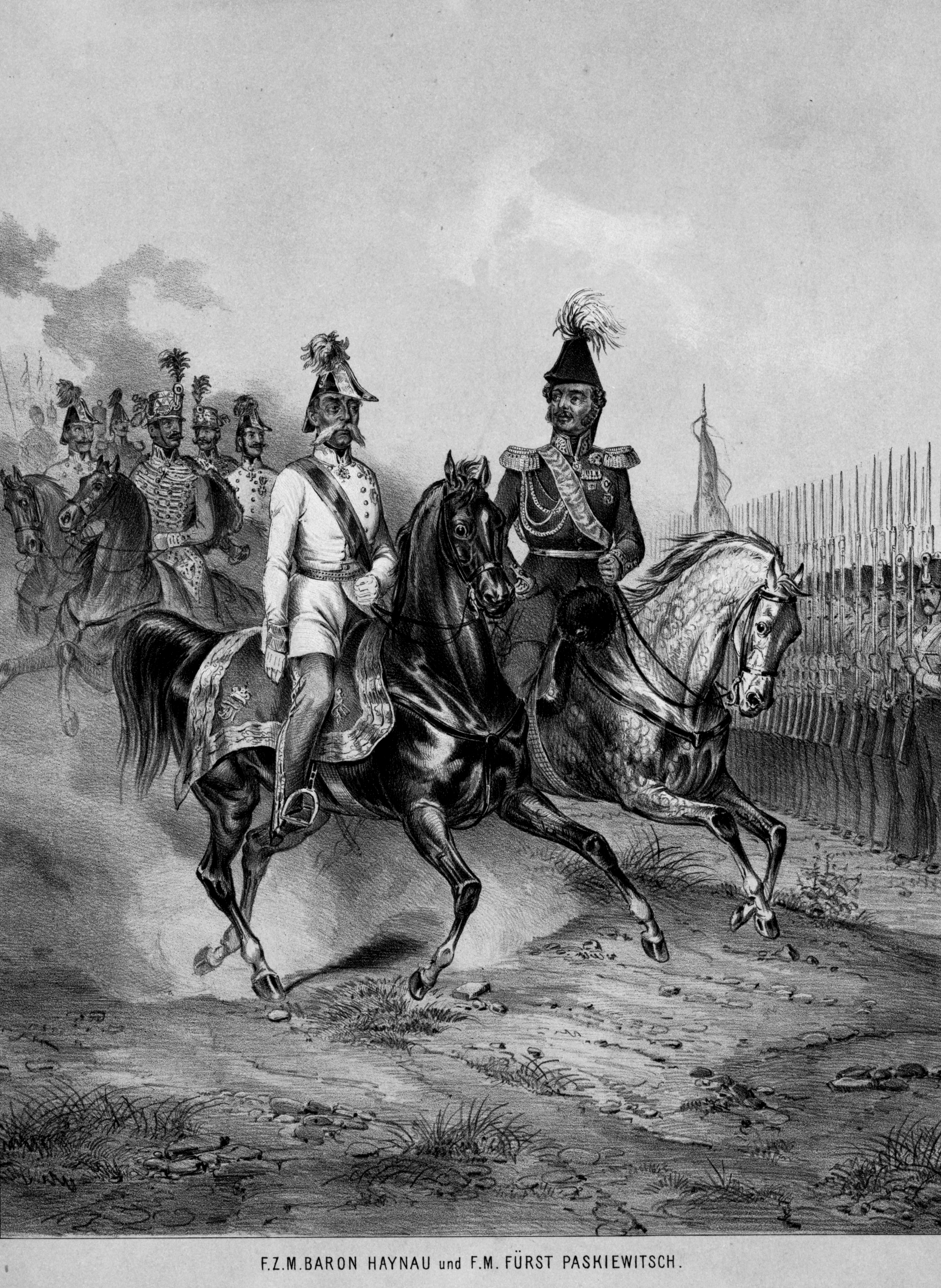
Haynau és Paszkevics a csatatéren

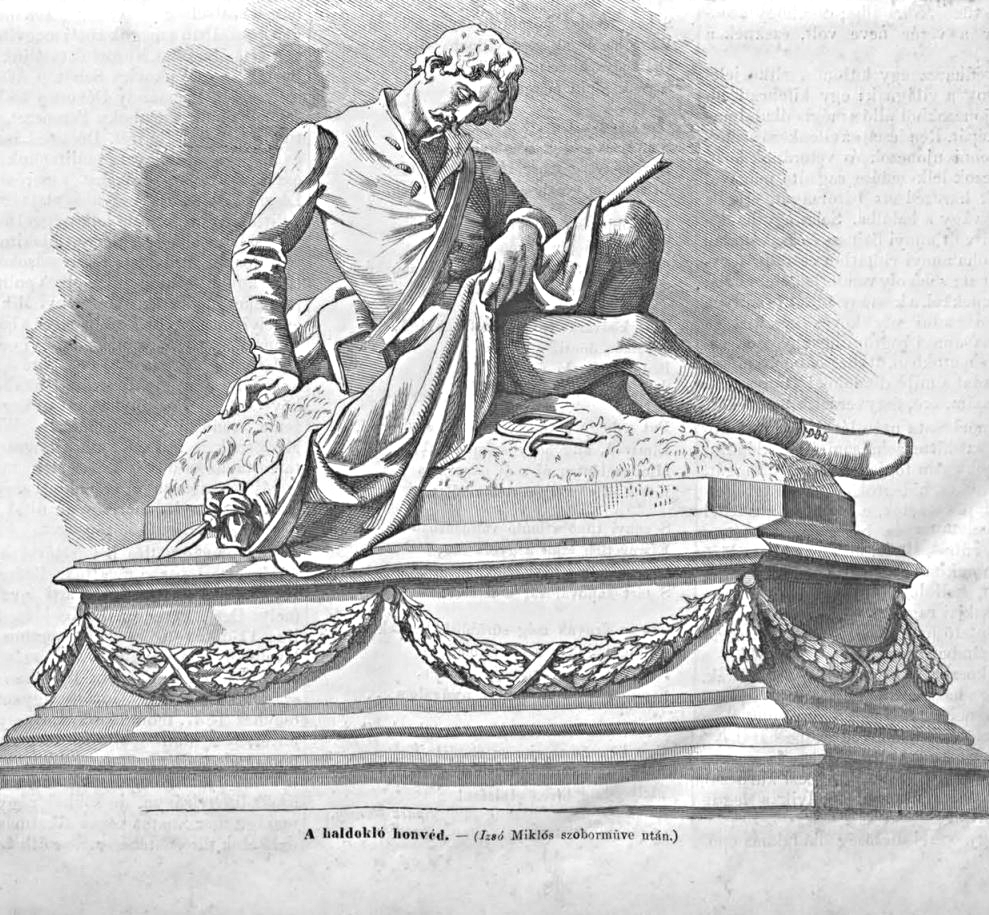
Metszet Izsó Miklós A haldokló honvéd című szobráról (Vasárnapi Ujság, 1870)

1849. augusztus 13-án, hétfői napon itt tette le a fegyvert a magyar honvédsereg Rüdiger tábornok előtt. A Bohus-kastélyban írták alá a megadási okmányt.
A magyarok megadásának módja bizonyos szimbolikus jelentést is hordozott. Görgei ezzel kívánta jelezni, hogy a magyarokat nem a Habsburg Birodalom, hanem a cári haderő győzte le.

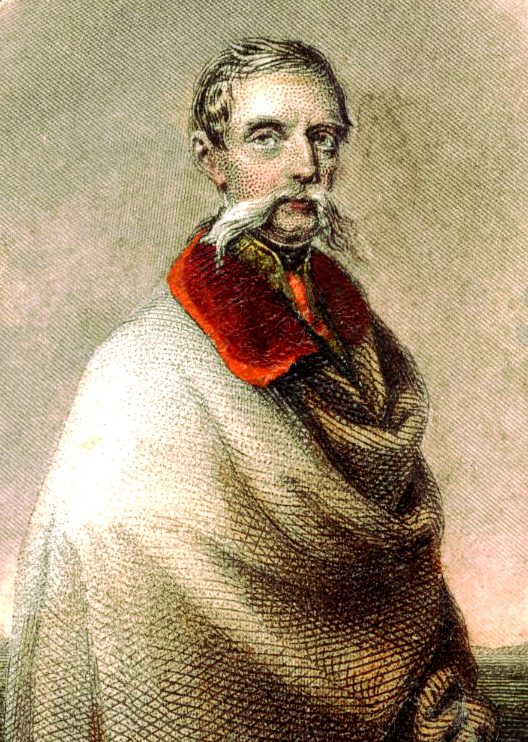
Haynau
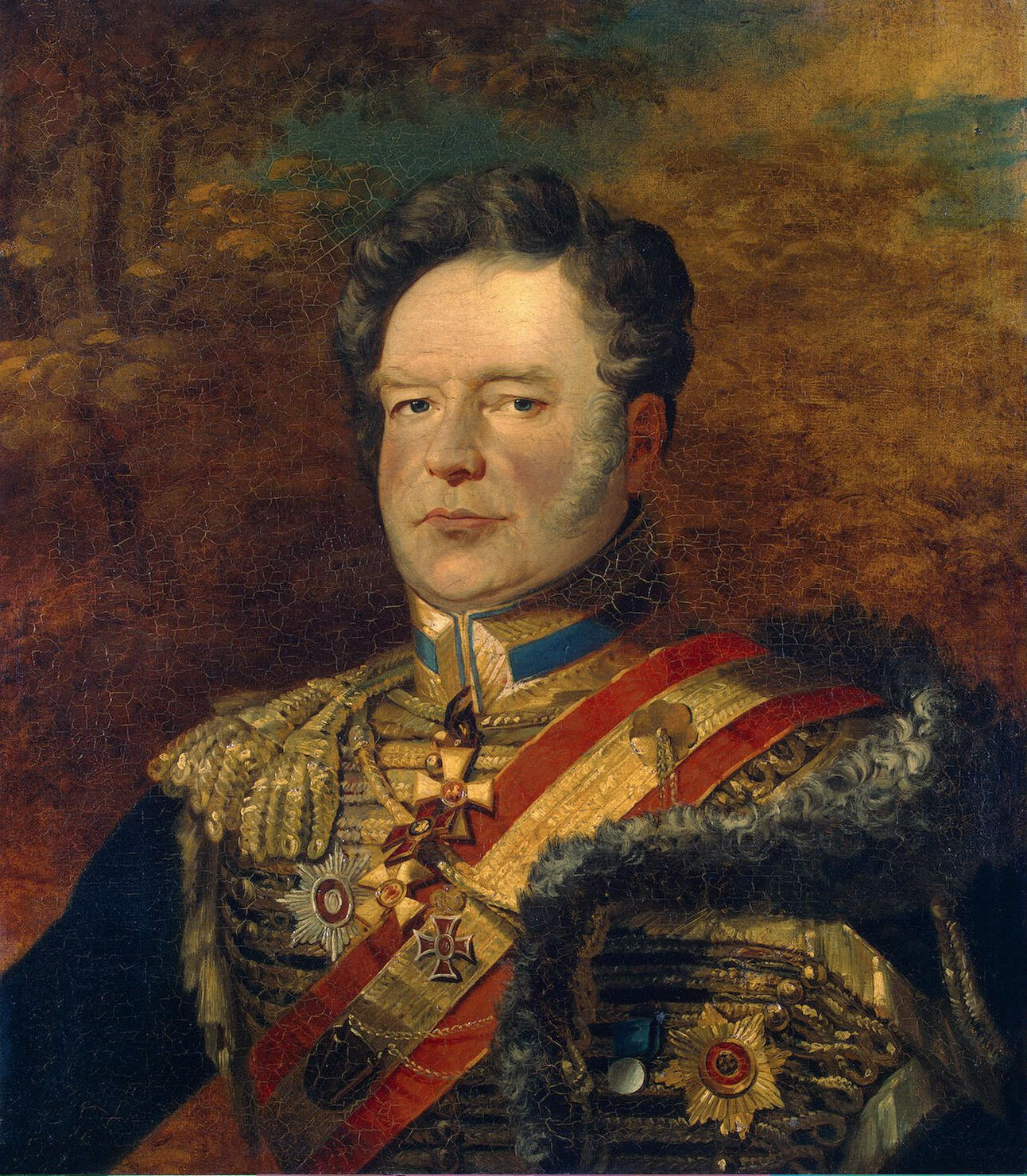
Rüdiger
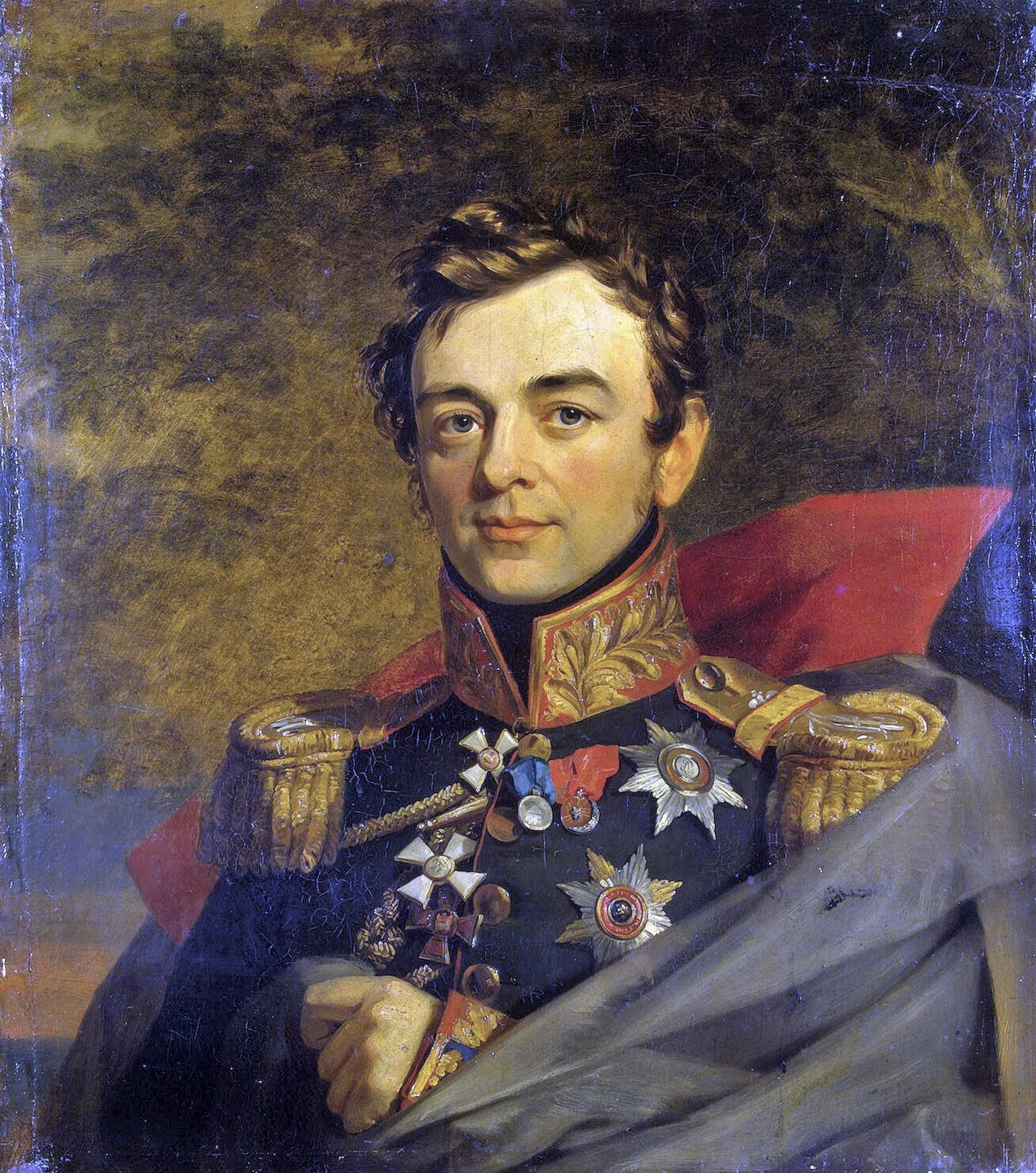
Paszkevics herceg
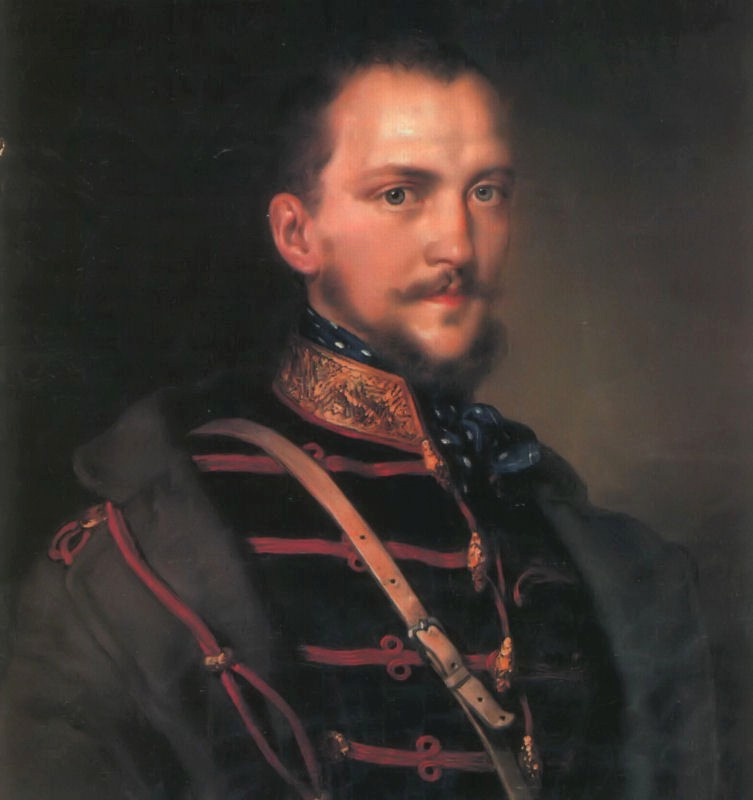
Görgei Artúr
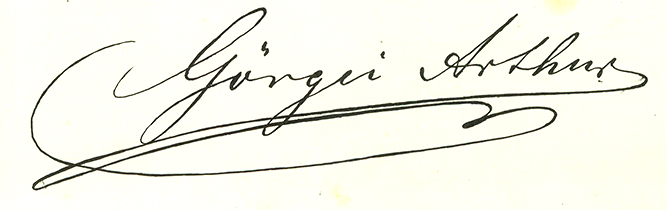
Görgei Artúr kézjegye

## Következményei
Világos után az osztrákok véres megtorlásba kezdtek. Több száz katonát és civilt ítéltek halálra és még többet várfogságra. A foglyul ejtett katonákat (a tiszteket lefokozva) erőszakkal besorozták az osztrák hadseregbe. 1849. október 6-án Aradon kivégezték a magyar forradalom 12 tábornokát és egy ezredesét, az aradi vértanúkat. Ugyanezen a napon főbe lőtték Batthyány Lajos első magyar miniszterelnököt is.

## Lásd még
- Aradi vértanúk
- Kokas Károly: A Romanovok és az orosz invázió 1849-ben c. áttekintés linkekkel az SZTE Klebelsberg Könyvtár blogján.